# Min Hee-jin
Min Hee-jin (tiếng Hàn: 민희진; sinh ngày 16 tháng 12 năm 1979) là một nữ giám đốc nghệ thuật kiêm họa sĩ thiết kế đồ họa người Hàn Quốc. Cô từng là giám đốc thương hiệu của tập đoàn Hybe Corporation và giám đốc điều hành của ADOR. Cô trước đây là giám đốc sáng tạo của SM Entertainment, nơi cô chịu trách nhiệm xây dựng thương hiệu của các nhóm nhạc như Girls' Generation, SHINee, f(x), EXO và Red Velvet. 

## Đầu đời
Min theo học Đại học nữ sinh Seoul, nơi cô nhận bằng thiết kế hình ảnh.

## Sự nghiệp

### 2002–2018: SM Entertainment
Min gia nhập SM Entertainment vào năm 2002 với tư cách là một nhà thiết kế đồ họa. Sau đó, cô được thăng chức làm giám đốc sáng tạo và lãnh đạo thương hiệu hình ảnh của các nhóm nhạc như Girls' Generation, SHINee, f(x), EXO và Red Velvet. Vai trò của cô là giám sát việc lập kế hoạch và sản xuất các tác phẩm nghệ thuật album, trang phục và video âm nhạc, cũng như xây dựng bản sắc thương hiệu của nghệ sĩ thông qua các phương tiện phi hình ảnh. Ví dụ, cô đã tạo ra một cuộc triển lãm để kỷ niệm việc phát hành album 4 Walls (2015) của f(x) và thu hút người hâm mộ vào một trò chơi suy luận có tên "Pathcode" như một phần của chương trình quảng bá cho album EXODUS năm 2015 của EXO. Trong thời gian làm việc tại SM, cô đã nhận được sự chú ý nhờ cách tiếp cận sáng tạo, thử nghiệm đối với hướng nghệ thuật, khác với phong cách công thức được sử dụng bởi các thần tượng K-pop thế hệ đầu. Min được cho là người đã chuyển hướng hình ảnh của ngành công nghiệp K-pop sang hướng về khái niệm nhiều hơn, và đặc biệt được chú ý nhờ tác phẩm của cô trong album Pink Tape năm 2013 của f(x). Cô đã tham gia ban giám đốc của SM vào năm 2017, nhưng cô đã rời công ty vào cuối năm 2018 do kiệt sức.

### 2019–nay: Hybe Corporation
Năm 2019, Min Hee-jin gia nhập HYBE Corporation trong vai trò giám đốc thương hiệu và phụ trách quá trình thay đổi nhận diện thương hiệu của tập đoàn. Tháng 11 năm 2021, cô được bổ nhiệm chức vụ CEO của ADOR (All Doors One Room), hãng đĩa con mới của Hybe. Tháng 7 năm 2022, ADOR công bố thành lập nhóm nhạc nữ đầu tiên của công ty, NewJeans, dưới sự chỉ đạo sáng tạo của Min Hee-jin. Nhóm ra mắt công chúng với đĩa mở rộng đầu tay của mình vào ngày 1 tháng 8. Năm 2023, Min Hee-jin nhận được Giải thưởng  Văn hóa Thành phố Seoul từ chính quyền thành phố nhờ vai trò của cô trong thành công của NewJeans.

## Tranh cãi

### Tranh chấp với Hybe
Ngày 22 tháng 4 năm 2024, HYBE yêu cầu Min Hee-jin từ chức khỏi vị trí CEO của ADOR sau khi tiến hành một cuộc kiểm toán nội bộ để điều tra các cáo buộc rằng cô và một thành viên ban lãnh đạo khác đang cố gắng tách ADOR khỏi HYBE. Đáp lại động thái này, Min Hee-jin công khai phủ nhận các cáo buộc và khẳng định mình vốn không thể tách ADOR khỏi HYBE mà không được HYBE chấp thuận. Cô khẳng định rằng mình bị yêu cầu từ chức vì đã khiếu nại việc HYBE và BELIFT LAB, một hãng đĩa con khác của tập đoàn, đang phớt lờ những điểm tương đồng giữa NewJeans và ILLIT, nhóm nhạc nữ được BELIFT LAB thành lập vào tháng 3 năm 2024. Cụ thể, cô cho rằng HYBE và BELIFT đã không phản hổi thỏa đáng các cáo buộc rằng ILLIT đang vay mượn hình ảnh độc đáo của NewJeans, từ phong cách âm nhạc đến thời trang. Sau các diễn biến này, giá cổ phiếu của HYBE đã giảm 8,03%. Ngày 25 tháng 4, Min Hee-jin tổ chức một cuộc họp báo khẩn cấp, với sự có mặt của hai luật sư, để lên tiếng về các cáo buộc. Luật sư của Min Hee-jin cho biết cô vốn không có khả năng giành quyền kiểm soát ADOR bởi HYBE vẫn sở hữu 80% cổ phần của công ty.

## Giải thưởng và đề cử
| Lễ trao giải       | Năm  | Thể loại                                     | Người đề cử / công việc | Kết quả   | Ref.   |
| ------------------ | ---- | -------------------------------------------- | ----------------------- | --------- | ------ |
| MAMA Awards        | 2016 | Đạo diễn nghệ thuật & Hình ảnh xuất sắc nhất | Min Hee-jin             | Đoạt giải | [ 17 ] |
| MAMA Awards        | 2022 | Nhà sản xuất đột phá                         | Min Hee-jin             | Đoạt giải | [ 18 ] |
| Golden Disc Awards | 2023 | Nhà sản xuất âm nhạc xuất sắc nhất           | Min Hee-jin             | Đoạt giải | [ 19 ] |